# Wagram (1810)
Pour les articles homonymes, voir Wagram (homonymie).
Le Wagram est un navire de guerre français en service de 1809 à 1837. C'est un vaisseau de ligne de 120 canons de la classe Commerce de Marseille. 
Construit à Toulon en 1808 sous le nom de  Monarque et armé en 1810 sous le nom de Wagram, il possédait 118 canons à l'origine, et jusqu'à 140 canons durant sa vie opérationnelle. Navire amiral de l'escadre du Ponant sous le commandement du contre-amiral Cosmao Kerjulien au  mois de novembre 1813, le navire a été audacieusement impliqué avec succès dans une manœuvre pour dégager des vaisseaux français qui menaçaient d'être pris par les Anglais au large de Toulon le 5 novembre. L'une des rares actions audacieuses et comblées de succès de la Marine Impériale après Trafalgar. 
Il sera coulé en 1867 dans la « Rivière de Landerneau » dans le cadre d'un essai de torpilles alors qu'il était réduit à l'état d'épave.

## La manœuvre duWagram(5 novembre 1813)

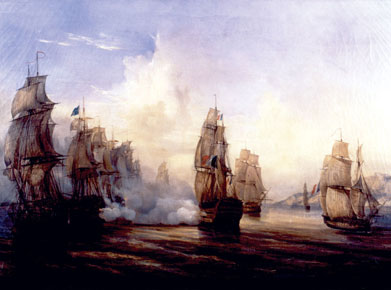
La manœuvre du Wagram. Huile sur toile d'Auguste Mayer. Original à la mairie de Châteaulin et copie au château de Versailles.

Le 5 novembre 1813, douze vaisseaux et six frégates sortent de Toulon, sous le commandement du vice-amiral Emeriau (sur le vaisseau L’Austerlitz), afin d’effectuer des évolutions en dehors de la rade. Cosmao Kerjulien commande une division sur le vaisseau Le Wagram. Ils refoulent vers le large quatre vaisseaux anglais, placés en observation et appartenant à l’escadre de blocus du vice-amiral Pellew. Tandis que l’escadre française retourne au port, le vent change soudainement de direction, gênant considérablement l’entrée des vaisseaux français à Toulon. Ce changement de vent met cependant l’escadre anglaise du vice-amiral Edward Pellew dans une situation avantageuse lui permettant de rejoindre très rapidement les navires français restés à l’arrière. Le vice-amiral Emeriau, constatant le danger, donne alors liberté de manœuvre à ses navires. Ordre leur est donné de retourner au mouillage.
L’amiral anglais veut en profiter, ordonne une chasse générale et engage à 12 h 45 la canonnade avec les vaisseaux français avec pas moins de sept vaisseaux. La position des français est alors critique. L'Agamemnon et les frégates La Pénélope et La Melpomène risquent en effet d’être enveloppés par les vaisseaux anglais. Heureusement, à bord du Wagram, le contre-amiral Cosmao Kerjulien prend l’initiative et la responsabilité d’aller soutenir le vaisseau et les deux frégates. Cosmao laisse alors porter en dépendant et couvre l'Agamemnon avec son vaisseau. Il manœuvre ensuite de la même manière à l'égard des frégates la Pénélope et la Melpomène, en prenant position entre elles et les vaisseaux qui menaçaient de les couper. Grâce à cette intervention les navires français purent rejoindre leur mouillage à Toulon. Cette manœuvre est la plus belle qu'ait réalisée Cosmao, dans son style habituel, ce qui lui vaut d'être cité fréquemment pour ce fait d'armes, dans les ouvrages traitant de cette période.